# Kargat (rzeka)
Kargat (ros. Каргат) – rzeka w azjatyckiej części Rosji w dorzeczu Obu, prawy dopływ rzeki Czułym. 

## Charakterystyka

### Położenie
Przepływa przez terytorium obwodu nowosybirskiego. Łączna długość Kargatu to 387 kilometrów, a źródła rzeki znajdują się na wysokości około 143–146 m n.p.m., na terenie Błot Wasjugańskich. Płynie równoległe do rzeki Czułym, a uchodzi do jeziora Małyje Czany. Średni przepływ wynosi 9,53 m³/s, a powierzchnia zlewni to 7200 km². Od listopada do wczesnego kwietnia rzeka pozostaje zamarznięta. Przepływa głównie przez tereny o charakterze stepowym. Rzeka zasilana głównie przez topniejące śniegi. Rzekę przecina odcinek Kolei Transsyberyjskiej oraz droga magistralnej M51 "Bajkał". Kargat stanowi popularne miejsce dla wędkarzy.

### Ważniejsze miejscowości położone nad Kargatem
- Kargat
- Zdwińsk